# Jeff Parke
Jeff Parke (* 23. März 1982 in Abington Township, Pennsylvania) ist ein US-amerikanischer Fußballspieler auf der Position eines Innenverteidigers. Seit Ende März 2010 steht er bei dem Seattle Sounders FC unter Vertrag.

## Karriere

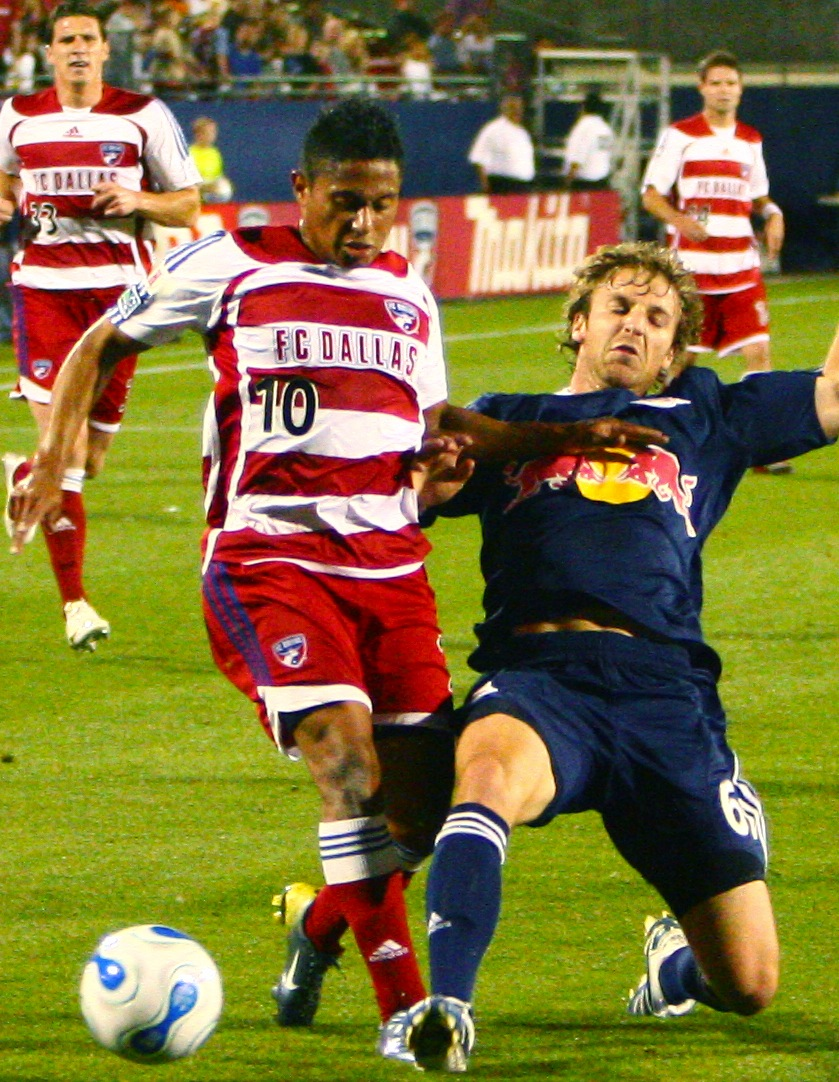
Jeff Park (rechts) im Duell mit Ramón Núñez vom FC Dallas

Parke begann seine Karriere in den Jugendmannschaften des FC Delco, sowie im Jahre 2000 beim Fußballteam der Drexel University in Philadelphia, welche er bis 2003 besuchte und für die er in seinem Abschlussjahr 16 Spiele absolvierte und dabei ein Tor im letzten Spiel der Saison erzielte, was den Titelgewinn bedeutete. Im Jahre 2004 wurde er von den New York Red Bulls, die zu diesem Zeitpunkt noch unter dem Namen MetroStars spielten, als sechzigster und somit letzter Spieler des MLS SuperDraft aufgenommen. Sein Debüt in der Major League Soccer gab er am 3. April 2004 beim Spiel gegen Columbus Crew, welches die MetroStars mit 3:1 gewinnen konnten. Seinen ersten Treffer in einem Ligaspiel erzielte Parke am 12. Juni 2004 bei der 3:1-Niederlage gegen die San José Earthquakes. Beim La Manga Cup erzielte er 2004 das spielentscheidende Tor für die MetroStars, die daraufhin den Siegerpokal entgegennehmen durften. In den darauffolgenden Saisons wurde er zum Stammspieler in der Mannschaft und wurde so auch zu einem wichtigen Spieler in der Abwehrreihe seines Vereins.
Von 2004 bis zu seinem Abgang zum Seattle Sounders FC am 26. November 2008 absolvierte er für MetroStars/RBNY 132 Spiele. Beim MLS Expansion Draft des Jahres 2008 wurde er vom Seattle Sounders FC ausgewählt und unter Vertrag genommen. Er wurde aber nach kurzer Zeit wieder entlassen.
Am 31. März 2009 gaben die Vancouver Whitecaps, die ihren Spielbetrieb in der zweitklassigen USL First Division führen, die Verpflichtung von Parke bekannt. Ein Jahr später wechselte er erneut zu den Seattle Sounders.

## Dopingbefund
Am 16. Oktober 2008 wurde bekannt gegeben, dass Parke, sowie sein Teamkollege Jon Conway positiv auf die Steroide Androstadienon und Boldenon Metabolites getestet wurden. Die beiden Dopingfälle waren die ersten in der 15-jährigen Geschichte der Major League Soccer. Parke und Conway wurden in weiterer Folge für 10 Ligaspiele gesperrt und es wurde ihnen eine Geldbuße von 10 % ihres Gehalts verhängt, die in Parkes Fall 6.000 USD betrug.

## Auszeichnungen
College:
- Auswahl in das America East All-Conference First Team: 2000
- Auswahl in das All-Rookie Team: 2000